# Война с наркотиками в Бангладеш
Война с наркотиками в Бангладеш, также Антинаркотическая кампания в Бангладеш, Кампания по борьбе с наркотиками в Бангладеш и Борьба против наркотиков в Бангладеш — операция против наркоторговцев, проводимая Правительством Бангладеш под руководством премьер-министра Шейх Хасины. За внесудебные убийства предполагаемых наркоторговцев батальон быстрого реагирования (ББР) и полиция Бангладеш были подвергнуты критике со стороны правозащитных групп и иностранных дипломатов.

## Причины
В Бангладеш насчитывается примерно семь миллионов человек, употребляющих наркотики, пять из них используют сильные и опасные таблетки «Яба». В своем большинстве запрещенные вещества поступают на территорию страны из соседней Бирмы (Мьянмы). 63 процента наркозависимых — это молодые люди от 15 до 25 лет. Такое плачевное положение давно беспокоило правительство Бангладеш, однако первый значительный шаг в войне против запрещенных веществ был предпринят лишь в мае 2018 года.

## Ход конфликта
За первую неделю рейдов полиция застрелила около 50 подозреваемых в продаже наркотиков, а две недели спустя число погибших превысило 130 человек.
22 тысяч человек были арестованы с середины мая по июль 2018 года по подозрению в участии в торговле наркотиками.

## Оценки
Полиция объясняет жесткость применяемых мер тем, что подозреваемые отказываются сдаваться органам правопорядка и первыми открывают огонь. Правительство признало, что в расследовании могли быть допущены «ошибки». По словам министра автомобильного транспорта и мостов Обайдула Квадера, «пока рано утверждать, что пострадали невиновные». Борьбу против наркотиков в стране намерены продолжить. «Люди благодарны нам за антинаркотическую кампанию. А раз такую инициативу поддерживают обычные граждане, мы не планируем сворачивать операцию», — заявил министр внутренних дел Бангладеш Асадаззаман Хан.
Исполнительный директор бангладешской некоммерческой организации по защите прав человека «Эйн О Салиш Кендра» расценивает смерть более 200 человек как «несправедливость и несчастье» и подчеркивает необходимость в расследовании каждого отдельного случая со смертельным исходом.
ООН выразила обеспокоенность по поводу большого числа убитых в ходе кампании по борьбе с наркотиками в Бангладеш и призвала власти страны соблюдать закон.